# TiK ToK
"TiK ToK" je pjesma američke pjevačice Ke$he. Objavljena je 7. kolovoza 2009. kao njen debitantski singl, ali i kao najavni singl za njen album Animal. Tema pjesme je zabava, povratak kući i buđenje sljedećeg jutra kraj 'predivnih djevojaka'. U SAD-u je pjesma zabilježila najviše digitalnih downloada (preko 600.000) za nekog ženskog izvođača u jednom tjednu. Iako je pjesma objavljena sredinom 2009. godine, prvi veći uspjeh doživjela je krajem iste godine.
Pjesma je bila veliki hit diljem svijeta, dospjevši na broj jedan u preko 10 država. U SAD-u je pjesma postala debitantski singl nekog ženskog izvođača s najviše tjedana provedenih na broju jedan. Nagrađena je s nekoliko platinastih certifikacija. Pjesma je uspoređivana s pjesmama glazbenih izvođača kao što su Lady Gaga, Uffie te Kylie Minogue. Pjesma je do sada prodana u preko 4 milijuna primjeraka.

## O pjesmi
Pjesmu su napisali Ke$ha, Dr. Luke i Benny Blanco, a producenti su Dr. Luke i Benny Blanco. Ke$ha je pjesmu napisala iz trećeg pokušaja. U više navrate je mijenjala sadržaj stihova jer prema njenom mišljenju, nisu bili ni ozbiljni ni duhoviti. U intervjuu za Esquire Ke$ha je izjavila da kada se jedne večeri pijana vratila sa zabave da je na papir zapisala nekoliko stihova. Sljedećeg jutra kada se probudila, željela je završiti priču.
»Jednog sam se jutra probudila, i živjela sam u kući s tko-zna-koliko sustanara. To je kao kuća Laurel Canyon sa sedam soba i s fluktuirajućim sustanarima. Probudila sam se jednog jutra i krenuli smo na zabavu, bila sam okružena sa 10 najljepših djevojaka koje sam ikada vidjela. Bila sam kao P. Diddy − nema takve osobe nigdje na svijetu. Tako je nastao moj singl, jednostavnom sam odatle krenula. To je moja rutina.«
Temu je pjesme Ke$ha objasnila u intervjuu za PopEater.
»Jednostavno sam željela utjeloviti svoj način života. Svi smo mi mladi i bez love, ali nema veze. Nađemo odjeću negdje na ulici i izgleda nam savršeno. Ako nemamo auto to na s neće zaustaviti, ići ćemo autobusom. Ako si ne možemo priuštiti piće, donijet ćemo bocu sa sobom. Radi se o tome da nas ništa ne može srušiti.«
P. Diddy je otpjevao nekoliko stihova pjesme kao što su "Hey, what up girl?" i "Let's go.", iako nije službeno kreditiran kao gostujući izvođač na pjesmi. Ke$ha je započela suradnju s Diddyjem nakon što je zapisala stihove "Wake up in the morning feeling like P. Diddy" i odnijela ih producentu pjesme, Dr. Luku. Slučajno, nekoliko sati kasnije, Diddy je nazvao Lukea i rekao mu je da želi s njim raditi na pjesmi. Ubrzo nakon tog telefonskog poziva, Diddy je došao u studio i snimio je svoje stihove za pjesmu.

## Promocija
Pjesma je korištena u promociji šeste sezone TV emisije Project Runway, korištena je u TV serijama Melrose Place i The Hills. Pjesma je po prvi puta na TV-u izvedena u emisiji MTV Push. Pjesmu je izvela 11. prosinca 2009. na Z100 Jingle Ballu održanom na Madison Square Gardenu. Pjesmu je uživo izvela u TV emisijama  The Wendy Williams Show, Lopez Tonight, Late Night with Jimmy Fallo. Pjesma je korištena i u filmu Percy Jackson & the Olympians: The Lightning Thief.

## Kritički osvrti

### Billboard
Nakon što je posudila vokal u pjesmi "Right Round", Ke$ha nam nudi zabavu i vodi nas u ludu noć. "TiK ToK" nalazi 22-ogodišnjakinju dosadno pjevajući o pretjeranom zadovoljstvu izazvanom pijenjem i muškarcima. Ako joj to nije dovoljno, Ke$ha ide zube prat s bocom Jack Daniel'sa. Ova pjesma je ljubavno pismo DJ-evima gdje god oni bili.

### Digital Spy
Ako će joj njen debitantski singl biti nit vodilja, ona će se ovu mladu američku pop senzaciju svakako pamtiti. Probudi se osjećajući se kao P. Diddy, ode zube prat s bocom Jacka, a ako se njen dečko navečer napije vrlo rado će mu praviti društvo. Pitam se što je Flo Rida u njoj vidio kada ju je ugostio u singlu "Right Round" ranije ove godine?

## Uspjeh na top listama
Pjesma se po prvi puta pojavila na top listi singlova u Novom Zelandu početkom listopada 2009. godine na broju 7. Sljedećeg tjedna pjesma se popela do broja jedan, gdje je ostala 5 tjedana. U Australiji je pjesma debitirala na broju 28, a u trećem je tjednu dospjela na broj 1. Pjesma je debitirala na broju 38 u Švedskoj i dospjela je do broja 3, u Danskoj na broju 39 i dospjela do broja 6. U Ujedinjenom je Kraljevstvu pjesma debitirala na broju 6, da bi tri mjeseca kasnije dospjela do broja 3. Krajem listopada je pjesma u SAD-u debitirala na broju 79, a dospjela je na broj 1 početkom siječnja 2010. godine gdje je provela 8 tjedana (aktualni broj 1). Pjesma je dospjela na broj jedan i u Kanadi, Njemačkoj, Belgiji, Hrvatskoj, Švicarskoj te Francuskoj.

## Popis pjesama
| Europski CD singl 1. "TiK ToK" - 3:20 2. "TiK ToK" (Tom Neville’s Crunk & Med Mix) - 6:53 Američki digitalni download 1. "TiK ToK" - 3:20 2. "TiK ToK" (Tom Neville's Crunk & Med Mix) - 6:53 | Digitalni download EP 1. "TiK ToK" - 3:20 2. "TiK ToK" (Fred Falke Club Remix) - 6:42 3. "TiK ToK" (Chuck Buckett's Verucca Salt Remix) - 4:55 4. "TiK ToK" (Tom Neville's Crunk & Med Mix) - 6:53 5. "TiK ToK" (Untold Remix) - 5:01 |

## Videospot
Videospot za pjesmu snimljen je krajem 2009. godine pod redateljskom palicom Syndroma. Video počinje kada se Ke$ha ustaje iz kade i traži četkicu za zube u zahodu. Zatim se spušta niz stube te gleda sliku na zidu. Ubrzo joj postane jasno da nije u svojoj kući kada vidi obitelj sa slike na zidu, nakon čega ode u kuhinju gdje obitelj doručkuje. Ke$ha slegne ramenima, a obitelj se ustane i slijedi ju. Kada dođe do pločnika uzme zlatni bicikl. Ke$ha mijenja bicikl za boombox. Zatim je prikazana scena u kojoj Ke$hu proučava neki maldić koji vozi Trans Am iz 1978., a glumi ga Simon Rex. Ubrzo ih zaustavi policija koja Ke$hi stavlja lisice na ruke. U sljedećoj sceni Ke$ha stoji u kabrioletu i pjeva. Ubrzo nakon toga Ke$ha se nalazi na nekoj zabavi. Video završava kada Ke$ha leži u kadi, drugačijoj od one u kojoj se probudila. Zadnje scene videa snimljene su kući od njenog prijatelja imena 'The Drunk Tank'.

## Top liste
| Top liste (2009.)      | Najviša pozicija |
| ---------------------- | ---------------- |
| Australija             | 1                |
| Austrija               | 1                |
| Belgija (Flandrija)    | 4                |
| Belgija (Valonija)     | 1                |
| Češka                  | 3                |
| Danska                 | 1                |
| Europa                 | 1                |
| Finska                 | 1                |
| Francuska              | 1                |
| Hrvatska               | 1                |
| Irska                  | 3                |
| Italija                | 2                |
| Kanada                 | 1                |
| Nizozemska             | 2                |
| Norveška               | 1                |
| Novi Zeland            | 1                |
| Njemačka               | 1                |
| Rusija                 | 1                |
| SAD Billboard Hot 100  | 1                |
| SAD Digital Songs      | 1                |
| SAD Pop Songs          | 1                |
| SAD Radio Songs        | 1                |
| Slovačka               | 2                |
| Španjolska             | 5                |
| Švedska                | 3                |
| Švicarska              | 1                |
| Ujedinjeno Kraljevstvo | 4                |

| Top liste (2009.) | Pozicija |
| ----------------- | -------- |
| Australija        | 9        |
| Nizozemska        | 90       |
| Novi Zeland       | 4        |

| Top liste (2000. – 2009.) | Pozicija |
| ------------------------- | -------- |
| Australija                | 42       |

| Top liste  | Pozicija |
| ---------- | -------- |
| Australija | 69       |

| Tjedan   | 49 | 50 | 51 | 52 | 1 | 2 | 3 | 5 |
| -------- | -- | -- | -- | -- | - | - | - | - |
| Pozicija | 37 | 26 | 21 | 6  | 1 | 1 | 2 | 7 |

| Država      | Certifikacija  | Prodaja   |
| ----------- | -------------- | --------- |
| Austrija    | zlatna         | 15.000    |
| Australija  | 4 x platinasta | 280.000   |
| Belgija     | zlatna         | 10.000    |
| Danska      | zlatna         | 15.000    |
| Kanada      | 5 x platinasta | 200.000   |
| Novi Zeland | 2 x platinasta | 15.000    |
| SAD         | —              | 3.965.000 |
| Španjolska  | zlatna         | 10.000    |
| Švedska     | zlatna         | 10.000    |
| Švicarska   | platinasta     | 20.000    |
| UK          | —              | 440.000   |

## Povijest objavljivanja
| Država                 | Datum              | Format             |
| ---------------------- | ------------------ | ------------------ |
| SAD                    | 7. kolovoza 2009.  | digitalni download |
| Australija             | 25. kolovoza 2009. | digitalni download |
| Austrija               | 25. kolovoza 2009. | digitalni download |
| Kanada                 | 25. kolovoza 2009. | digitalni download |
| Finska                 | 25. kolovoza 2009. | digitalni download |
| Meksiko                | 25. kolovoza 2009. | digitalni download |
| Novi Zeland            | 25. kolovoza 2009. | digitalni download |
| Norveška               | 25. kolovoza 2009. | digitalni download |
| Rusija                 | 25. kolovoza 2009. | digitalni download |
| Švedska                | 25. kolovoza 2009. | digitalni download |
| Švicarska              | 25. kolovoza 2009. | digitalni download |
| Ujedinjeno Kraljevstvo | 3. studenog 2009.  | digitalni download |
| Ujedinjeno Kraljevstvo | 30. studenog 2009. | CD singl           |
| Italija                | 29. studenog 2009. | digitalni download |
| Belgija                | 8. siječnja 2010.  | digitalni download |
| Njemačka               | 8. siječnja 2010.  | digitalni download |